# Paracymoriza flavicaput
Paracymoriza flavicaput là một loài bướm đêm trong họ Crambidae.